# 谷正明
谷 正明（たに まさあき、1943年1月23日 - ）は、日本の銀行家・実業家。国際医療福祉大学理事。ふくおかフィナンシャルグループ代表取締役社長兼会長や福岡銀行頭取、全国地方銀行協会会長、西部瓦斯やRKB毎日放送の社外取締役、西日本鉄道の監査等委員などを務めた。

## 来歴・人物
福岡県北九州市出身。福岡県立東筑高等学校、早稲田大学第一法学部卒業。福岡銀行に入行後に同行の取締役や総合企画部長、常務、専務、副頭取などを経て、2005年に寺本清の後任として同行の頭取に就任する。頭取を日本銀行出身者が長く占めてきた福岡銀行では、50年ぶりの生え抜き頭取となった。2007年に福岡銀行と熊本ファミリー銀行との株式移転により金融持株会社としてふくおかフィナンシャルグループが設立されると、同社の会長兼社長に就任する。
2013年に佐久間英利の後任として全国地方銀行協会会長に就任し、2014年まで務める。
2014年に柴戸隆成に福岡銀行頭取職とふくおかフィナンシャルグループ社長職を譲り、両方の代表取締役会長となる。
2019年4月には福岡銀行とふくおかフィナンシャルグループの会長職および代表取締役を降りて、ふくおかフィナンシャルグループと福岡銀行の取締役となる。

## 経歴
- 1966年（昭和41年）
  - 4月：福岡銀行入行
- 1993年（平成5年）
  - 6月：同行取締役総合企画部長
- 1995年（平成7年）
  - 6月：同行常務取締役
- 1999年（平成11年）
  - 6月：同行専務取締役
- 2000年（平成12年）
  - 6月：同行取締役副頭取
- 2005年（平成17年）
  - 4月：同行代表取締役頭取
  - 6月：RKB毎日放送社外取締役
- 2007年（平成19年）
  - 4月：ふくおかフィナンシャルグループ代表取締役会長兼社長
- 2009年（平成21年）
  - 4月：同社の執行役員兼務
- 2010年（平成22年）
  - 6月：西部瓦斯社外取締役
- 2014年（平成26年）
  - 6月：ふくおかフィナンシャルグループ代表取締役会長
  - 6月：福岡銀行代表取締役会長
- 2016年（平成28年）
  - 6月：西日本鉄道社外取締役監査等委員
- 2019年（平成31年）
  - 4月：ふくおかフィナンシャルグループ取締役
  - 4月:福岡銀行取締役